# Terabyte
En terabyte er 1012 byte = 1 000 000 000 000  bytes. Forkortes TB.
Tera-præfikset betyder 1012, men har i computermæssig sammenhæng betydet 240. Tebi er et nyt præfiks, som betyder 240. IEC anbefaler at bruge betegnelse Tebibyte, når der beskrives datamængder, som er et multiplum af 240 byte.

## Terabyte eksempler
- 1 TB: 50.000 træer lavet til papir og skrevet på[kilde mangler]
- 160 TB: størrelsen på det amerikanske Library of Congresss Web Capture team "per februar 2010"[1]